# Чубриловић
Чубриловић је српско презиме, патроним настало од имена Чубрило. Значајни људи са овим презименом су:
- Вељко Чубриловић (1895–1915), српски национални радник и учитељ и младобосанац који је учествовао у организовању Сарајевског атентата на аустријског надвојводу Франца Фердинанда
- Васо Чубриловић (1897–1990), српски научник и југословенски политичар. Брат Вељка Чубриловића и учесник у Сарајевском атентату
- Недељко Чубриловић (рођен 1953),  српски је политичар и инжењер машинства